# Hermann Wischnat
Hermann Wischnat (* 14. Oktober 1936 in Heiligelinde, Kreis Rastenburg; † 5. Juni 2018 in Bad Laer) war ein deutscher Lyriker und Pädagoge.

## Leben
Hermann Wischnat wurde 1936 in Heiligelinde geboren. Im Zuge der Flucht und Vertreibung Deutscher aus Mittel- und Osteuropa 1945–1950 kam die Familie nach Niedersachsen und lebte bei Osnabrück. Er unterrichtete eine Zeit lang als Pädagoge in der Schule und war in der schulfachlichen Verwaltung tätig. Im Jahr 1980 debütierte Wischnat als Lyriker mit dem Gedichtband Vom mühsamen Weg zur Vollkommenheit. In der Zeit von 1983 bis 2012 folgten elf Gedichtbände und 1997/98 redigierte er die Anthologie Worte wachsen durch die Wand. Er hat Lyrik und satirische Kurzprosa in Literaturzeitschriften, Zeitungen, Anthologien und im Rundfunk veröffentlicht. Zeitweilig war Hermann Wischnat Redakteur einer Literaturzeitschrift. Er gehörte über Jahre hinweg der Literarischen Gruppe Osnabrück an.

## Publikationen
- Vom mühsamen Weg zur Vollkommenheit. Gereimtes und Ungereimtes. Ernstes und Unernstes. Krimphoff, Sassenberg 1980, ISBN 3-921787-24-6.
- Unser lieber Nachbar Kiekes. Gereimtes und Ungereimtes. Ernstes und Unernstes. Krimphoff, Sassenberg 1983, ISBN 3-921787-06-8.
- Umstellproben. Gedichte und Gedankensplitter. Krimphoff, Sassenberg 1984, ISBN 3-921787-19-9.
- Lattenschuss. Artige Reime zu wichtigen Fragen des Sportes. J. G. Bläschke Verlag, Sankt Michael 1984, ISBN 3-7053-2022-X.
- Der Aufstieg eines Regenwurmes. Gedichte. Krimphoff, Sassenberg 1984, ISBN 3-921787-18-9.
- Fündig. Gereimtes und Ungereimtes, Ernstes und Unernstes. Krimphoff, Sassenberg 1988, ISBN 3-921787-22-9.
- Von ahnungsloser Größe oder von größter Ahnungslosigkeit. Gereimtes und Ungereimtes. Ernstes und Unernstes. Rasch Druckerei und Verlag, Bramsche 1996, ISBN 3-930595-15-X.
- als Red., Hrsg.: Worte wachsen durch die Wand. Anthologie. Husum Druck- und Verlag GmbH, Husum 1997, ISBN 3-88042-846-8.
- Stege. Von Ostpreußen ins Heute. Gedichte. Verlagsgruppe Husum,  Husum 1999, ISBN 3-88042-895-6.
- Die Weitung meines Horizontes. Gereimtes und Ungereimtes, Ernstes und Unernstes. Aktuell-Verlag für Literatur und Gegenwart, Schwaikheim 2002, ISBN 3-925195-72-6.
- Auf Schließbares hin. Gedichte. Books on Demand, Norderstedt 2004, ISBN 3-8334-0943-6.
- Auf der Höhe der Zeit? Gedichte und Kurzgeschichten. Gereimtes und Ungereimtes, Ernstes und Unernstes. Literareon, München 2005, ISBN 3-8316-1231-5.
- Ich kenne gar kein Dezifit. Gereimtes und Ungereimtes. Ernstes und Unernstes. Books on Demand, Norderstedt 2012, ISBN 978-3-8448-6336-9.
- als Mitautor: Zeilen und Zeiten. 26 Autoren schildern Zeiterfahrungen. Anthologie. Hrsg.: Freier Deutscher Autorenverband (FDA), Landesverband Niedersachsen in Bremen, Geest-Verlag, Vechta 2015, ISBN 978-3-86685-526-7.

## Auszeichnungen
Die Interessengemeinschaft deutschsprachiger Autoren verlieh ihm 1998 die Rudolf-Descher-Feder.